# Benissa (kommun)
Benissa är en kommun i Spanien.   Den ligger i provinsen Provincia de Alicante och regionen Valencia, i den östra delen av landet, 400 km sydost om huvudstaden Madrid. Antalet invånare är 13 808. Arean är 70 kvadratkilometer. Benissa gränsar till Altea, Calp, Gata de Gorgos, Llíber, Senija, Teulada och Xaló. 
Terrängen i Benissa är huvudsakligen kuperad, men den allra närmaste omgivningen är platt.